# Ranitomeya ventrimaculata
Ranitomeya ventrimaculata es una especie de anfibio anuro de la familia Dendrobatidae. Habita zonas de selva baja, tanto en la cuenca alta de la Amazonia en Ecuador, Venezuela, Colombia  y norte de Perú.
Mide unos 18 mm. El color de base de su piel es negro con líneas amarillas o puntos en la espalda, mientras que el vientre es de color azulado o grisáceo con parches negros -de ahí el nombre de la especie, de vientre manchado, "ventrimaculatus"- coloración que continúa como una malla sobre las patas. Esta rana vive en los árboles y tiene hábitos diurnos.
Algunos autores dudan de su validez como especie dada su gran similitud con Ranitomeya reticulata. La última revisión del género Ranitomeya consideró como sinónimo a R. duellmani.